# Eleuthera
Eleuthera is een eiland in de Bahama's, 80 kilometer gelegen van Nassau, de hoofdstad van de Bahama's. Het eiland is erg lang en tegelijk ook extreem smal: het is namelijk 180 kilometer lang maar op veel plekken niet breder dan twee kilometer. De naam komt van de vrouwelijke vorm van het Oudgriekse woord ελεύθερος ("Eleutheros"), wat vrijheid betekent. Volgens schattingen uit 2000 wonen er 8.000 mensen op het eiland

## Geschiedenis
De oorspronkelijke bewoners van het eiland waren de Arowakken. Deze werden echter door de Spanjaarden weggevoerd om te gaan werken in de mijnen van Hispaniola, waar zij rond het jaar 1550 uitstierven.
Er wordt aangenomen dat het eiland vanaf dat moment niet meer bewoond werd, totdat er in 1648 puriteinse pelgrims op het eiland arriveerden. Deze gaven het ook zijn huidige naam Eleuthera.
Het eiland bloeide erg op tussen 1950 en 1980. Het werd een populaire bestemming voor vele buitenlanders, waaronder Robert De Niro. Ook werd de prins van Wales vaak gezien op het eiland.
In 1973 werden de Bahama's echter een onafhankelijk land. Dit bracht vele veranderingen in de regelgeving met zich mee, wat erin resulteerde dat alle buitenlandse resorts en bedrijven werden opgeheven of verkocht.

## Geografie
Het eiland ligt op ongeveer tachtig kilometer afstand van New Providence, het belangrijkste en meest dichtbevolkte eiland van de Bahama's. Het eiland is erg lang (180 km) en dun (gemiddeld twee km breed). Het dichtstbevolkte gebied en tevens het administratieve centrum van het eiland is Governor's Harbor.
Een van de kenmerken van het eiland zijn ook de vele roze stranden die er te vinden zijn.

## Economie
Hoewel de economie op het eiland na de onafhankelijkheid van de Bahama's enorm is ingestort, groeit de economie inmiddels weer. Sinds 2004 werden er weer meer investeringen gedaan door buitenlandse beleggers en sinds 2006 worden ook weer meerdere toeristische resorts gebouwd.
Op het eiland bevinden zich tevens vier vliegvelden:
- North Eleuthera
- Governor's Harbour
- Rocksound vliegveld
- Cape Eleuthera